# Gelbfühler-Dickleibspanner
Der Gelbfühler-Dickleibspanner (Apocheima hispidaria) ist ein Schmetterling aus der Familie der Spanner.

## Merkmale
Die Falter erreichen eine Flügelspannweite von bis zu 35 Millimeter bei den Männchen. Die Weibchen sind  nahezu flügellos. Die Männchen weisen eine unscheinbar, braun-weiße Zeichnung auf. Charakteristisch sind die auffallend großen, stark gekämmten Fühler, die durch ihre gelbe Färbung in einem deutlichen Kontrast zum Rest des Tieres stehen. Die flügellosen Weibchen haben im Unterschied zum sehr ähnlichen Weibchen des Schneespanners behaarte Beine.

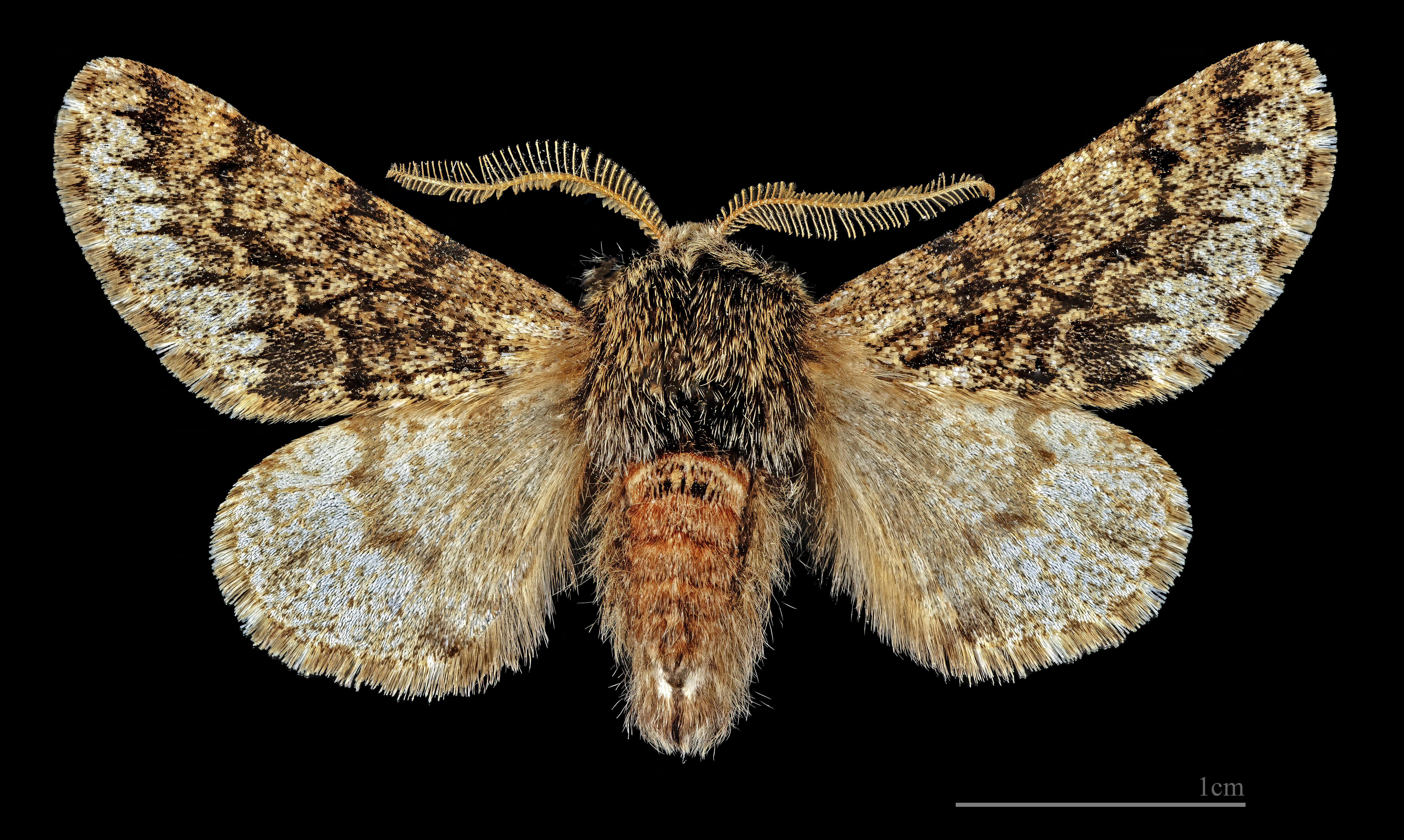
Apocheima hispidaria hispidaria  ♂
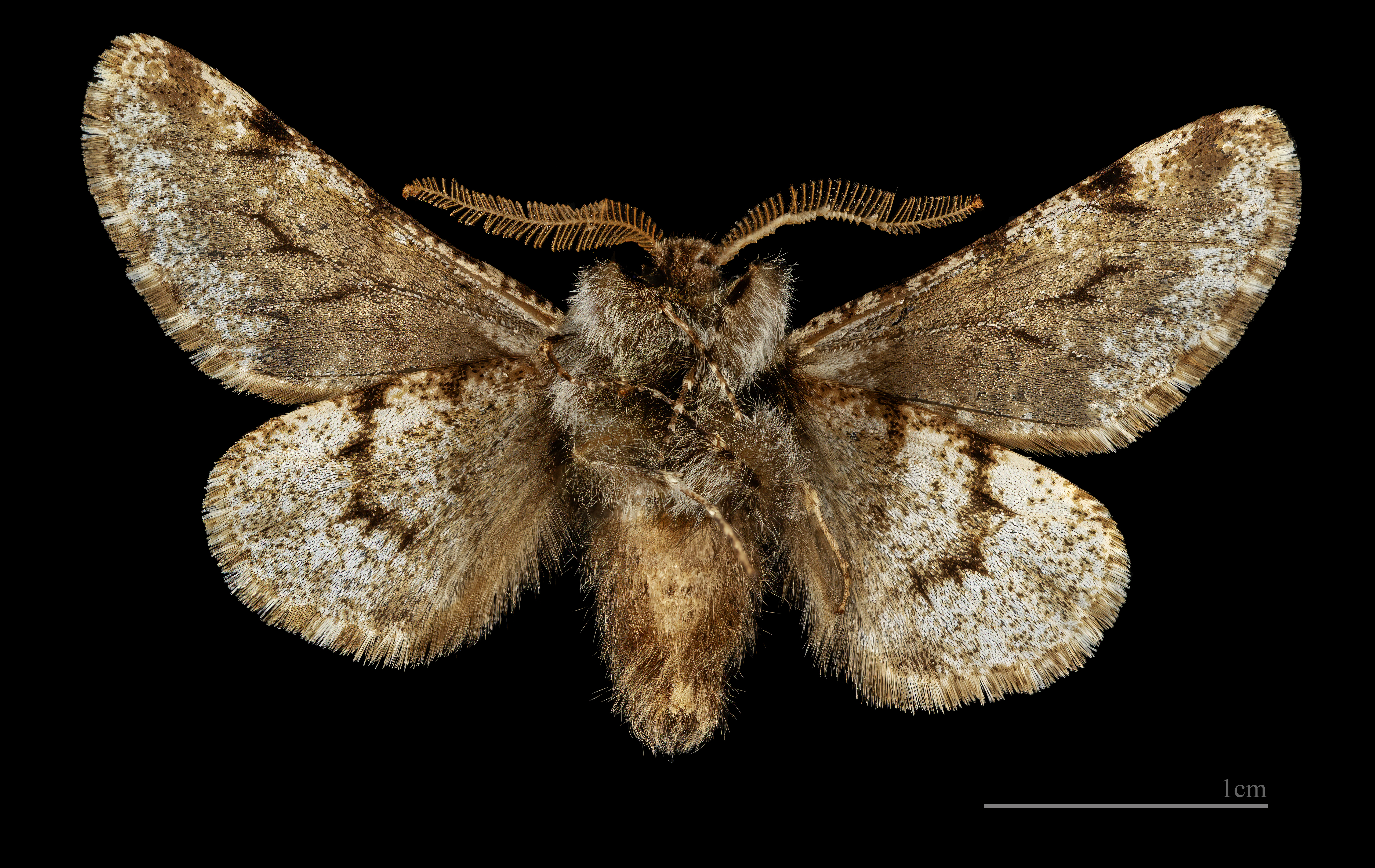
Apocheima hispidaria hispidaria ♂ △
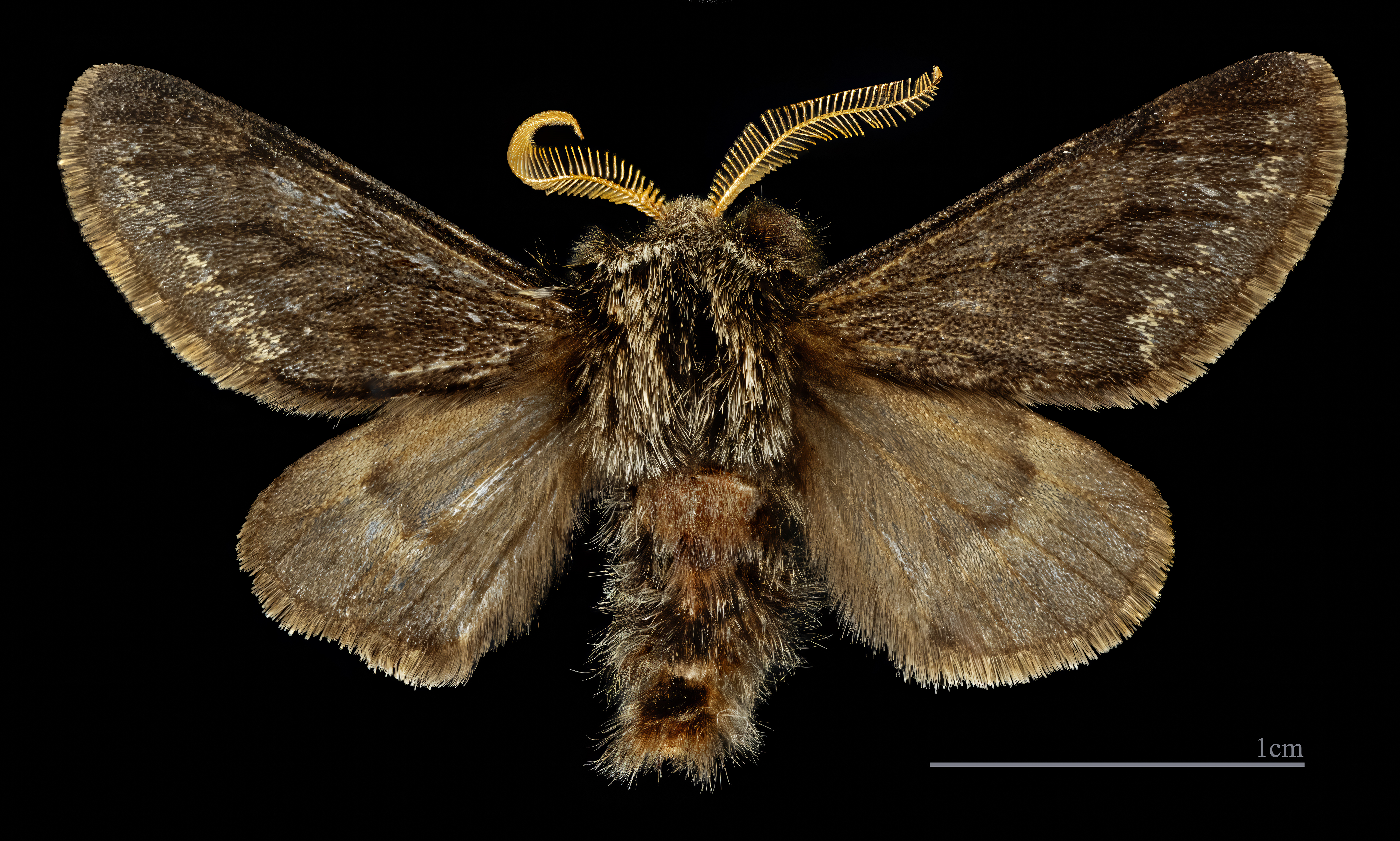
Apocheima hispidaria f. Obscura ♂
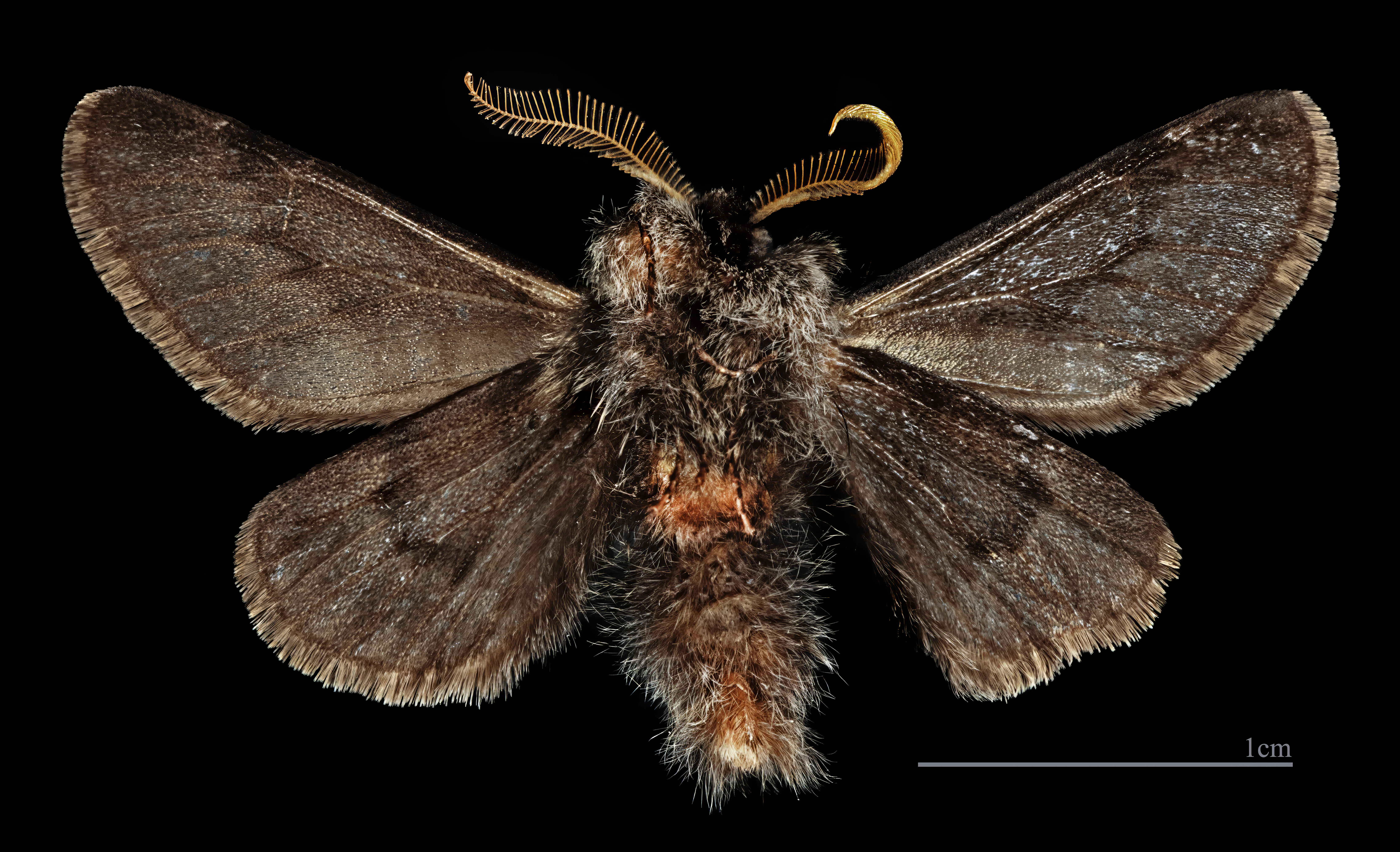
Apocheima hispidaria f. Obscura  ♂ △

## Vorkommen
Das Verbreitungsgebiet des Gelbfühler-Dickleibspanners erstreckt sich von Spanien über Mitteleuropa bis Russland. Die nördliche Arealgrenze verläuft durch den Süden Schwedens. Auf den Mittelmeerinseln ist die Art nicht vertreten. Im Süden ist die Art in den Balkanländern mit Ausnahme Griechenlands bis zum Schwarzen Meer anzutreffen.
Die Art besiedelt bewaldete Gebiete in der Ebene und bevorzugt Eichen. Daneben ist sie auch in urbanen Randbereichen mit Gärten, Obstwiesen, Hecken und Laubwaldresten anzutreffen. Stellenweise dringt sie aber auch bis in mittlere Bergregionen vor.

## Biologie
Die Raupen wurden unter anderem an folgenden Pflanzen nachgewiesen: Stieleiche (Quercus robur), Ohr-Weide (Salix aurita), Hainbuche (Carpinus betulus), Schlehe (Prunus spinosa), Süßkirsche (Prunus avium) und Apfelbaum (Malus domestica). Die frisch geschlüpften Falter ruhen am Tag an Baumstämmen und sind erst in der Nacht aktiv, dabei kommen sie auch ans Licht. Ältere Tiere halten sich in den Baumwipfeln auf. Die Weibchen schlüpfen meist am frühen Nachmittag und klettern bald darauf in höhere Astregionen. Dort locken sie mit Pheromonen die Männchen an. Kurz nach der Paarung erfolgt die Eiablage.
Die Falter fliegen von Mitte März bis Mitte Mai, in Baden-Württemberg beginnt die Flugzeit bereits in der zweiten Februarhälfte. Die Raupe entwickeln sich von Mai bis Juli.

## Gefährdung
Der Gelbfühler-Dickleibspanner ist in Deutschland nicht gefährdet.

## Systematik
Aus der Literatur sind folgende Unterarten bekannt:
- Apocheima hispidaria cottei (Oberthür, 1913)[4]
- Apocheima hispidaria hispidaria (Denis & Schiffermüller, 1775)[5]
- Apocheima hispidaria popovi Vojnitz, 1972[6]
- Apocheima hispidaria orientis (Wehrli, 1940)[1]